# Cardeñuela Riopico
Cardeñuela Riopico és un municipi de la província de Burgos, a la comunitat autònoma de Castella i Lleó. Forma part de la comarca d'Alfoz de Burgos.

## Demografia
| 1991 |  | 1996 |  | 2001 |  | 2004 |  | 2006 |
| ---- |  | ---- |  | ---- |  | ---- |  | ---- |
| 70   |  | 78   |  | 101  |  | 94   |  | 106  |